# Шабане (коммуна)
Шабане́ (фр. Chabanais) — коммуна во Франции, находится в регионе Пуату — Шаранта. Департамент — Шаранта. Главный город кантона Шабане. Округ коммуны — Конфолан.
Код INSEE коммуны — 16070.
Коммуна расположена приблизительно в 360 км к югу от Парижа, в 85 км южнее Пуатье, в 55 км к северо-востоку от Ангулема.

## Население
Население коммуны на 2015 год составляло 1692 человека.
| 1962 | 1968 | 1975 | 1982 | 1990 | 1999 | 2004 | 2006 | 2007 | 2008 | 2009 | 2010 | 2011 | 2012 | 2013 | 2014 | 2015 |
| ---- | ---- | ---- | ---- | ---- | ---- | ---- | ---- | ---- | ---- | ---- | ---- | ---- | ---- | ---- | ---- | ---- |
| 2164 | 2439 | 2434 | 2242 | 2107 | 1944 | 1896 | 1889 | 1885 | 1879 | 1874 | 1877 | 1906 | 1833 | 1763 | 1693 | 1692 |

## Климат
Климат океанический. Ближайшая метеостанция находится в городе Лимож.
| Показатель                            | Янв. | Фев. | Март | Апр. | Май   | Июнь | Июль | Авг. | Сен. | Окт. | Нояб. | Дек.  | Год    |
| ------------------------------------- | ---- | ---- | ---- | ---- | ----- | ---- | ---- | ---- | ---- | ---- | ----- | ----- | ------ |
| Средний суточный максимум, °C         | 6,3  | 8,0  | 10,4 | 12,9 | 16,8  | 20,4 | 23,3 | 23,0 | 20,5 | 15,6 | 10,3  | 7,6   | 14,6   |
| Средняя температура, °C               | 3,6  | 4,9  | 6,8  | 9,0  | 12,7  | 16,1 | 18,7 | 18,4 | 16,1 | 12,0 | 7,2   | 4,9   | 10,9   |
| Средний суточный минимум, °C          | 0,9  | 1,9  | 3,1  | 5,0  | 8,7   | 11,8 | 14,1 | 13,8 | 11,7 | 8,3  | 4,1   | 2,1   | 7,1    |
| Норма осадков, мм                     | 96,7 | 90,5 | 90,9 | 80,5 | 104,2 | 70   | 65,7 | 71,2 | 73,5 | 92,1 | 85,8  | 101,8 | 1022,9 |
| Источник: Normes et records 1961-1990 |      |      |      |      |       |      |      |      |      |      |       |       |        |

## Экономика
В 2007 году среди 1042 человек в трудоспособном возрасте (15—64 лет) 728 были экономически активными, 314 — неактивными (показатель активности — 69,9 %, в 1999 году было 69,2 %). Из 728 активных работали 644 человека (337 мужчин и 307 женщин), безработных было 84 (35 мужчин и 49 женщин). Среди 314 неактивных 73 человека были учениками или студентами, 141 — пенсионерами, 100 были неактивными по другим причинам.

## Достопримечательности
- Приходская церковь Сен-Себастьен
  - Резной каменный саркофаг (XIII век). Размеры — 190×52 см. Исторический памятник с 1933 года[3]
- Церковь Сен-Пьер (XVIII век)
  - Дарохранительница, алтарь (XVIII век). Исторический памятник с 1980 года[4]
- Монастырь Нотр-Дам (XII век)
  - Резной каменный саркофаг (XIII век). Высота — 55 см, длина — 230 см. Исторический памятник с 1924 года[5]
- Церковь Нотр-Дам-де-Гренор (XII век)
  - Дарохранительница (XVIII век). Размеры — 180×220×61 см, дерево, позолота. Исторический памятник с 1994 года[6]
  - Кафедра (XVIII—XIX века). Высота — 350 см, дерево, резьба. Исторический памятник с 1994 года[7]
- Колокольня Сен-Мишель
- Источник Святого Роха. Расположен на правом берегу реки Вьенна, был объектом поклонения.

## Города-побратимы
- Гизен (Германия, с 1976)[8]
- Форфар (Великобритания, с 1992)[8]

## Фотогалерея

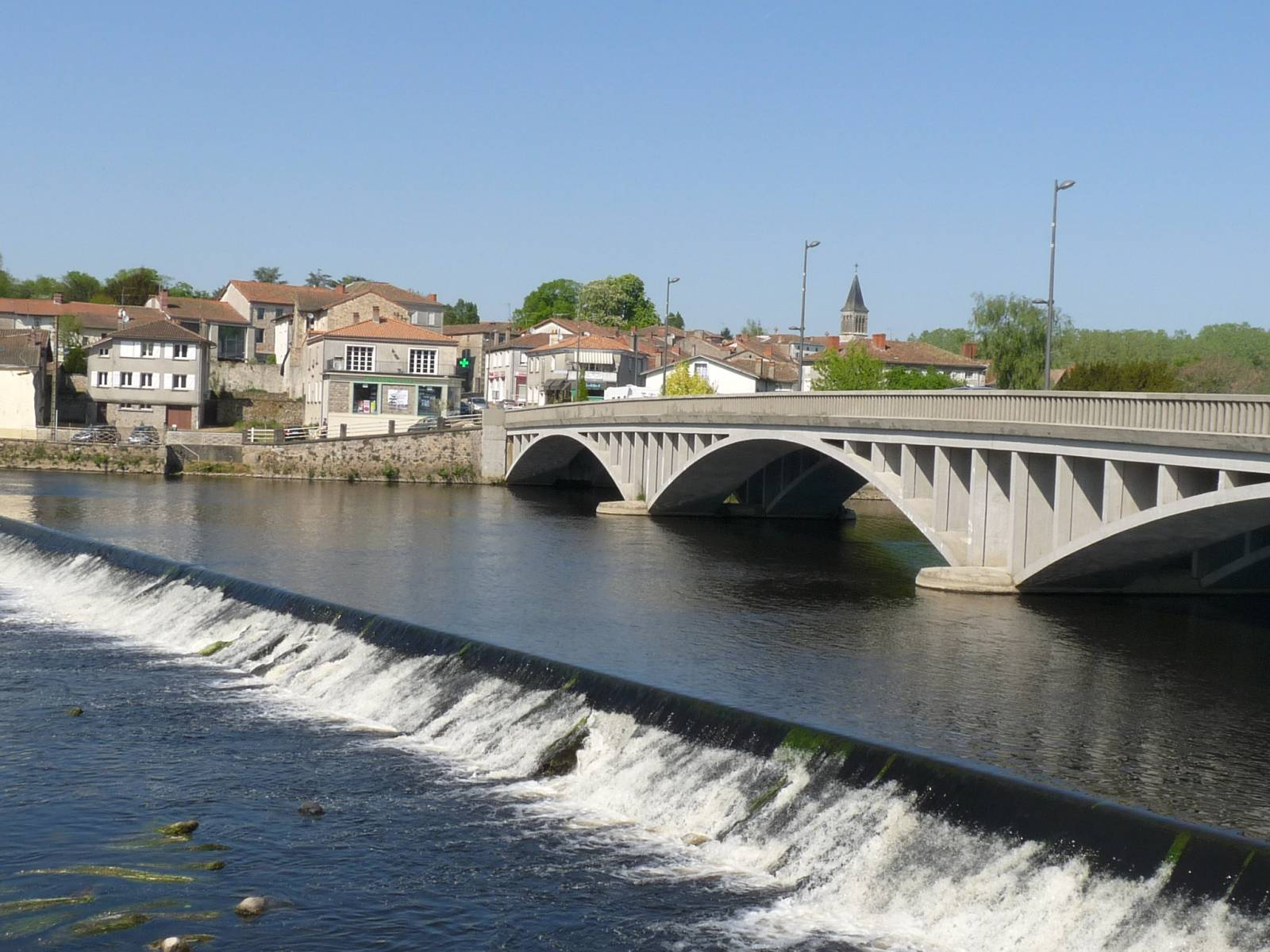
Мост через реку Вьенна
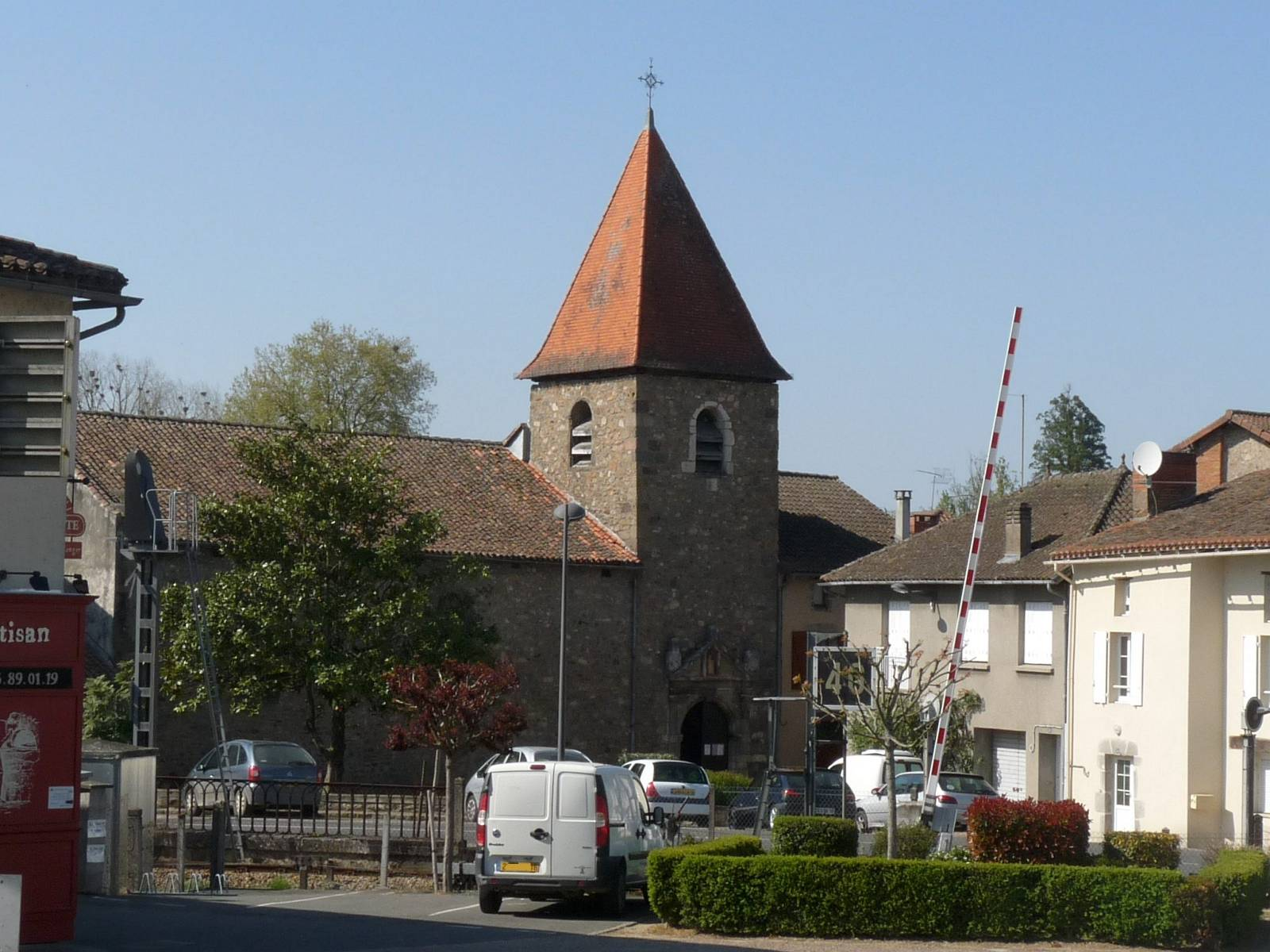
Церковь Сен-Пьер
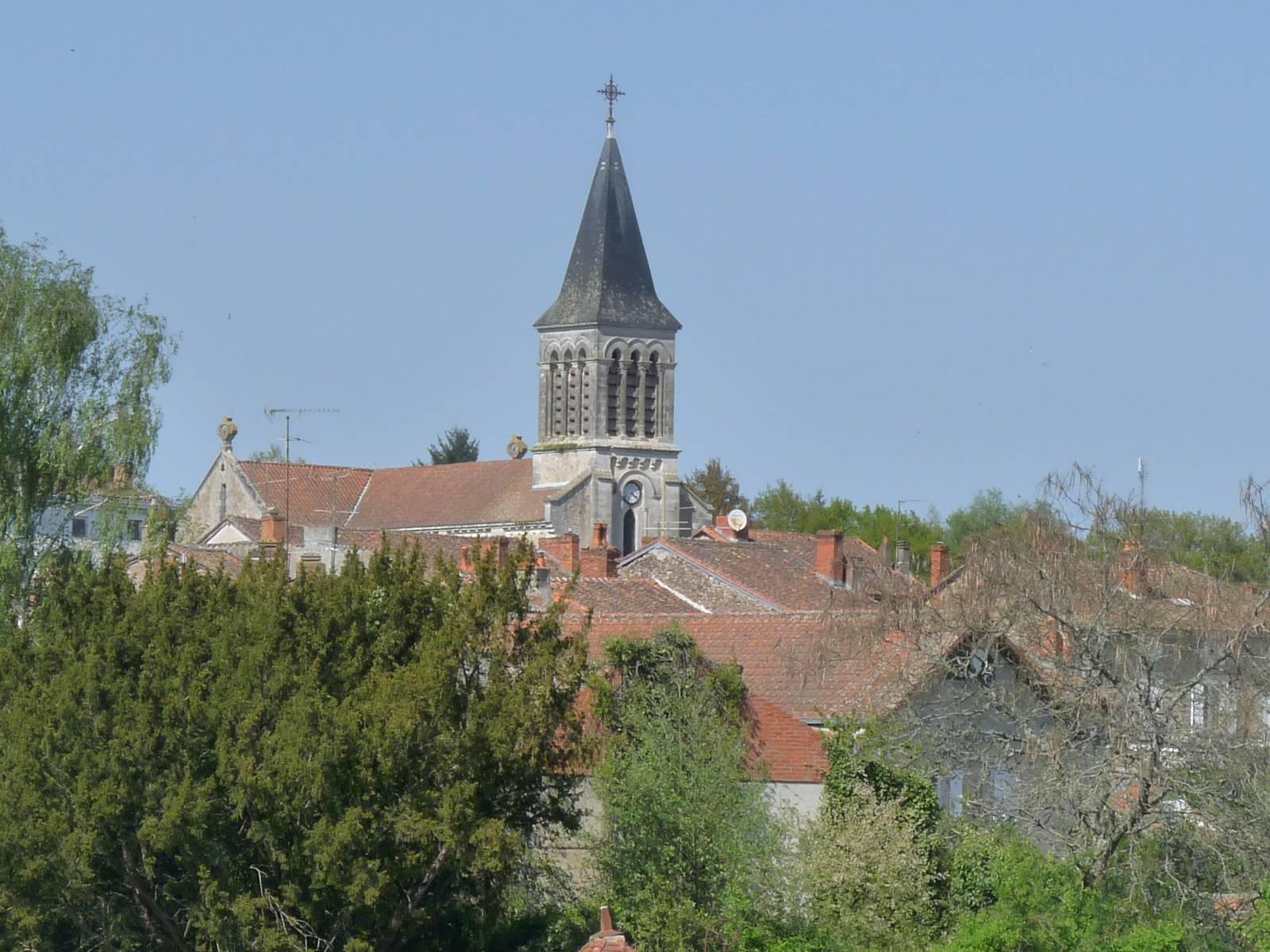
Церковь Сен-Себастьен
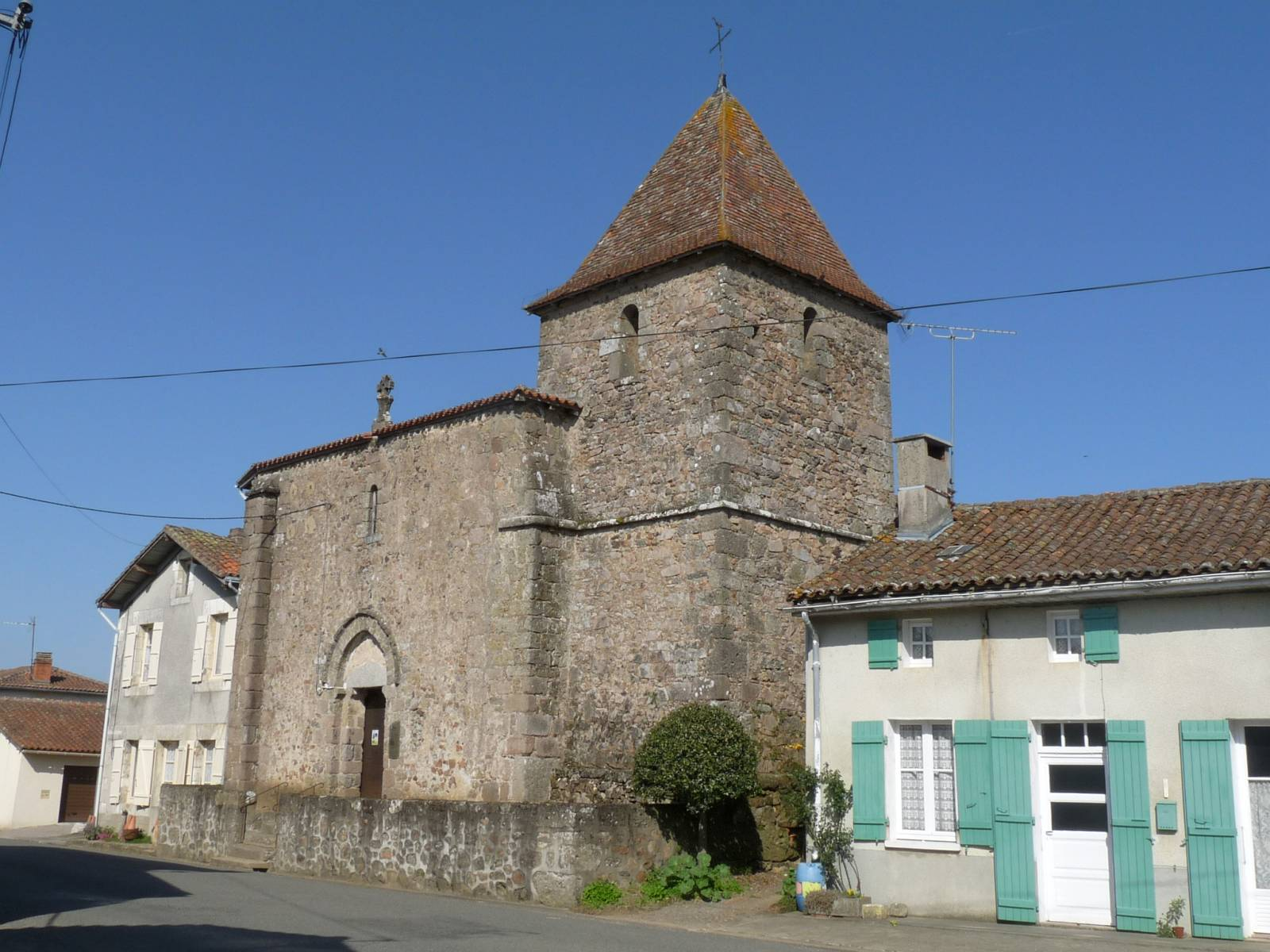
Церковь Нотр-Дам-де-Гренор
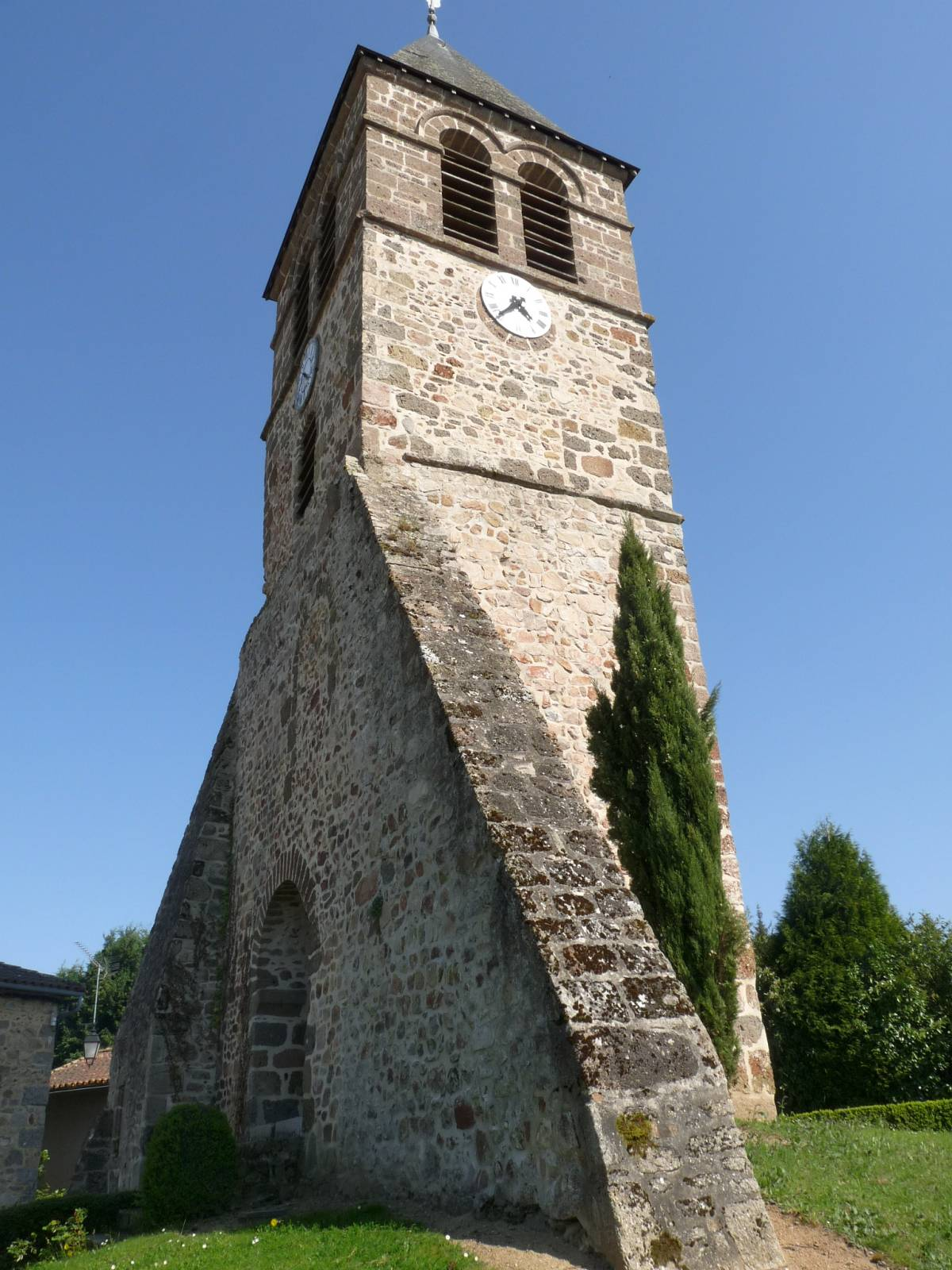
Башня Сен-Мишель
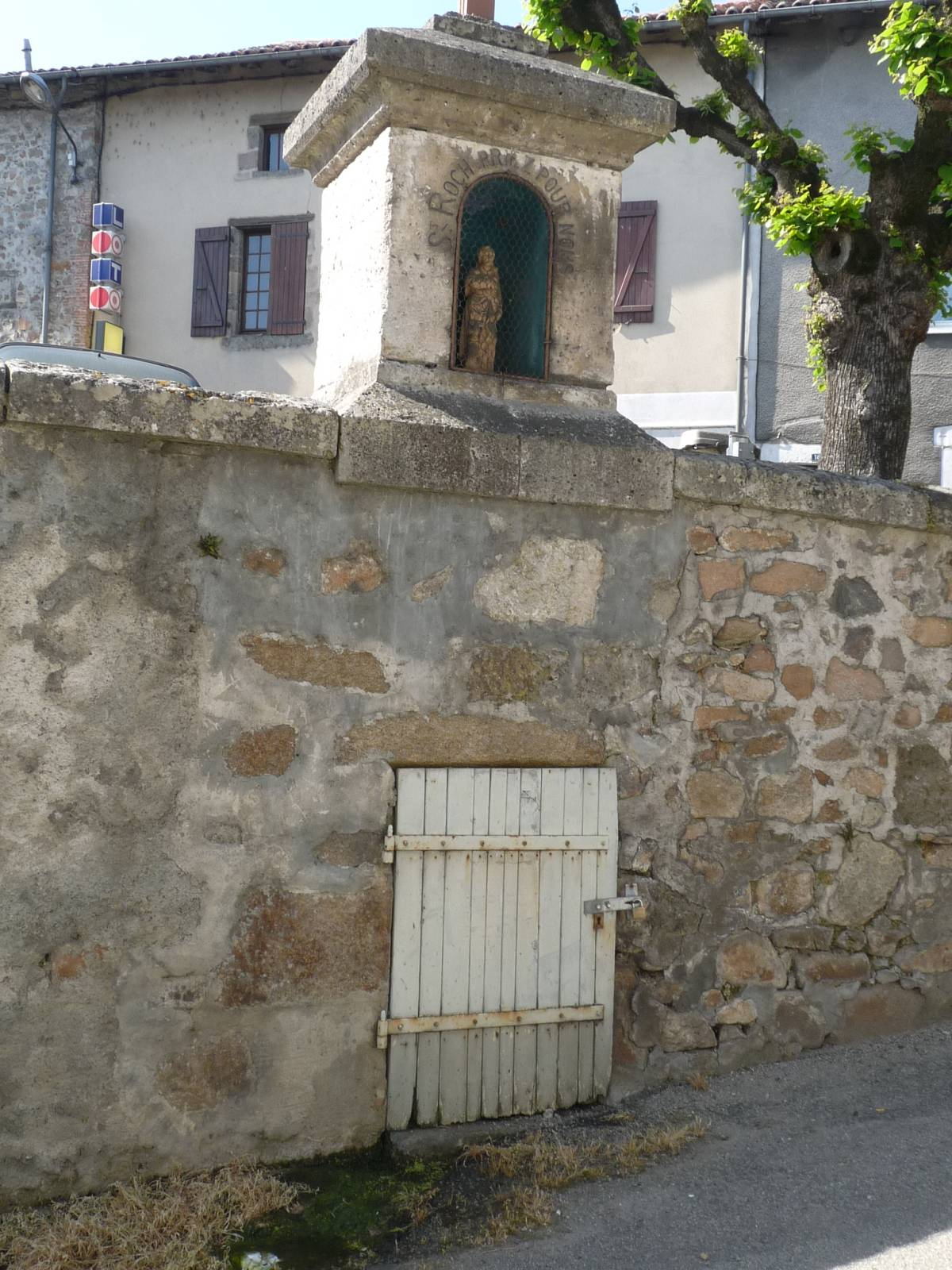
Источник Св. Роха